# 伊藤Hachi
伊藤ハチ（?年7月14日—），日本女性漫畫家。以百合作品為創作中心的漫畫家。

## 經歷
大學毕业后，在一家动画制片公司工作。 其后于她开始写百合的漫畫。
2014年開始连载《小百合的妹妹是天使》，于2015年连载《月色真美啊》，于2016年连载《主人與獸耳少女梅露》，这也是她最主要的三部作品。
同時也有以社團「はちしろ」的名義，參加在東京地區舉辦的各大同人誌即賣會。
《小百合的妹妹是天使》在台灣已出版發行。

## 作品
- 小百合的妹妹是天使（日语：小百合さんの妹は天使），《Monthly Comic Flapper（日语：コミックフラッパー）》（KADOKAWA）2014年8月号 - 2016年7月号、全4卷
- 月色真美啊（日语：月が綺麗ですね），《Comic百合姬》（一迅社）2015年9月号 - 2020年1月号、全6卷
- 主人與獸耳少女梅露（日语：ご主人様と獣耳の少女メル），《@vitamin（日语：@vitamin）》（KADOKAWA）2016年6月13日-2018年3月23日、全3卷